# Oudsbergen
Oudsbergen és un municipi belga de la província de Limburg a la regió de Flandes. És el resultat de la fusió de Meeuwen-Gruitrode amb Opglabbeek l'1 de gener de 2019. El 2020 tenia 23.611 habitants.
Conté els antics municipis d'Ellikom, Gruitrode, Meeuwen, Neerglabbeek, Opglabbeek i Wijshagen.
El nom prové de l'Oudsberg, una duna terrestre de 85 metres, la més alta de Flandes, que fa part de la reserva natural del mateix nom, nom que va ser triat després d'un referèndum als municipis que van fusionar.